# Martina Peunić
Martina Peunić (Zagreb, 20. prosinca 1994.) hrvatska pjesnikinja.

## Životopis
Rođena je u Zagrebu 1994. godine. Osnovnu školu završila je u Staroj Gradiški, a srednju Ekonomsko-birotehničku školu u Slavonskom Brodu. Od djetinjstva piše za školske listove i sudjeluje u literarnim natjecanjima. Završila je studij teologije na Katoličkom bogoslovnom fakultetu u Đakovu.

## Djela
Martina Peunić objavila je tri zbirke poezije.
- Ti si kutija sa zlatom (2011.)[1]
- Razgovor kroz kapi kiše (2013.)[2]
- Boje tišine (2017.)[3]

## Nagrade i priznanja
- Nagrada Općine Stara Gradiška 2011.[4]

## Vanjske poveznice
Mrežna mjesta
- Martina Peunić